# Christiane Kohl (Sängerin)
Christiane Kohl (* in Frankfurt am Main) ist eine deutsche Sängerin (Sopran) in Oper, Operette und Konzert.

## Leben
Christiane Kohl wuchs in Idstein auf. Nach dem Abitur am Pestalozzi-Gymnasium studierte sie am Mozarteum in Salzburg bei Lilian Sukis und Elisabeth Wilke und legte 2003 ihr Diplom ab.
Sie hatte ihr Debüt bei den Salzburger Festspielen 2000 als Erste Priesterin in Glucks Iphigénie en Tauride, geleitet von Ivor Bolton. An der Wiener Kammeroper sang sie 2001 zum 90. Geburtstag von Gian Carlo Menotti in seiner Anwesenheit die Laetitia in seiner Oper Die alte Jungfer und der Dieb. Ab 2002 bis 2009 war sie Mitglied am Opernhaus Zürich, wo sie unter anderem Rollen übernahm wie Gretel in Humperdincks Hänsel und Gretel, Soeur Constance in Poulencs Dialogues des Carmélites, Rosina in La finta semplice, Arminda in La finta giardiniera, Angèle Didier in Lehárs Der Graf von Luxemburg, Elvira in Rossinis L’italiana in Algeri, Lisa in Bellinis La sonnambula, Musetta in Puccinis La Bohème, die Erste Dame in Mozarts Die Zauberflöte, sowie die Wagner-Partien Helmwige in Die Walküre und Dritte Norn in Götterdämmerung. 2008 trat sie als Christine in der Oper Intermezzo von Richard Strauss auf, geleitet von Peter Schneider.
Sie trat 2009 erstmals bei den Bayreuther Festspielen auf in den Wagner-Rollen Erstes Blumenmädchen in Parsifal, dirigiert von Daniele Gatti, Woglinde sowohl in Das Rheingold und Götterdämmerung, und Waldvogel in Siegfried, dirigiert von Christian Thielemann. Sie sang diese Partien erneut 2010.
An der Volksoper Wien sang sie seit 2008 die Lisa in Lehárs Das Land des Lächelns.
2008 wirkte sie in der Frauenkirche Dresden mit in einer Aufnahme des Weihnachtsoratoriums von Gottfried August Homilius, mit dem Sächsischen Vocalensemble und den Virtuosi Saxoniae, geleitet von Ludwig Güttler.
Mit dem Gemischten Chor Zürich sang sie 2008 Mozarts Requiem und Bachs Oster-Oratorium mit dem Tonhalle-Orchester Zürich, und 2010 Bruckners Messe f-Moll.
2010 sang sie erstmals an der Oper Frankfurt, die Partie der Helmwige in der Neuinszenierung von Wagners Die Walküre. In St. Martin, Idstein sang sie das Sopran-Solo in Verdis Messa da Requiem. Im Februar 2011 sang sie in der Unionskirche ihrer Heimatstadt den ersten Sopran in Mendelssohns Lobgesang. 2011 sang sie erstmals die Partie der Gräfin in Mozarts Le nozze di Figaro in Klagenfurt. Sie sang die Titelrolle in Die verkaufte Braut an der Komischen Oper Berlin. 2011–2015 gehörte sie zum Ensemble am Opernhaus Dortmund und trat dort in der ersten Produktion des neuen Operndirektors Jens-Daniel Herzog auf, als Senta in Wagners Der fliegende Holländer, geleitet von Jac van Steen, mit Andreas Macco in der Titelrolle.